# Laura Bertram

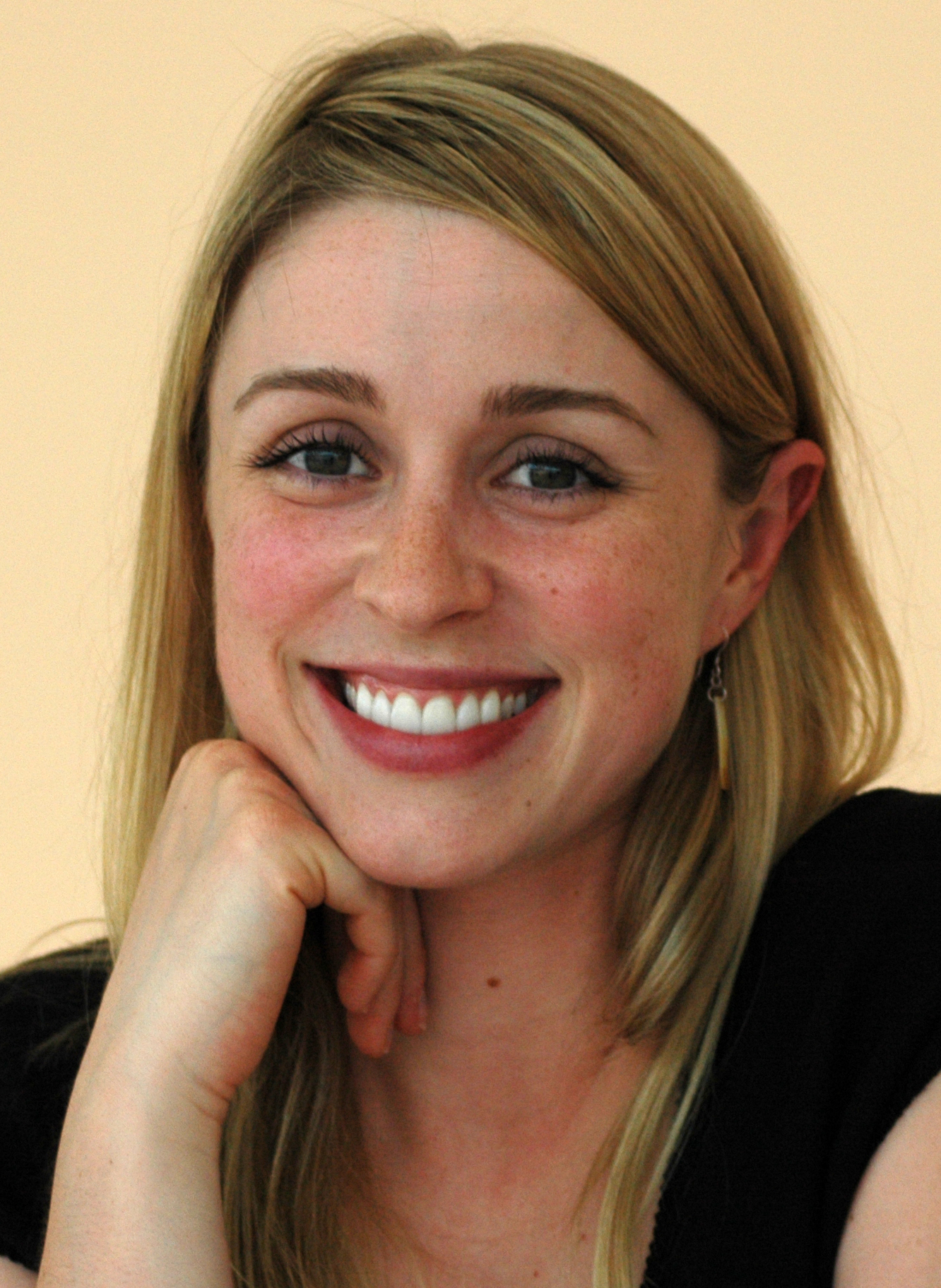
Laura Bertram auf der FedCon XVI in Bonn (2007)

Laura Maureen Bertram (* 5. September 1978 in Toronto, Ontario) ist eine kanadische Schauspielerin.

## Leben und Karriere
Ihre zwei jüngeren Schwestern Heather und Jennifer sind ebenfalls bekannte Schauspielerinnen. Bertram unternahm ihre ersten Versuche auf der Bühne verschiedener Opern mit dem Canadian Children’s Opera Chorus. Weitere neun Jahre trainierte sie Ballett, bis ihr Manager ihr empfahl, sich als Schauspielerin zu versuchen. Sie besuchte ein Jahr lang die Universität Queen’s in Kingston, bevor sie an der Universität Guelph (Ontario) ein Ehrendiplom in Europäischer Geschichte (1485–1700) erhielt. In Deutschland wurde sie durch die Verkörperung von Amanda Zimm in der Serie Amanda und Betsy und in der Rolle der Trance Gemini in der Serie Andromeda bekannt.

## Filmografie (Auswahl)
- 1992/1995: Grusel, Grauen, Gänsehaut (Are You Afraid of the Dark?, Fernsehserie, 2 Episoden)
- 1993: Szenen einer Familie (Family Pictures, Fernsehfilm)
- 1993: Kung Fu – Im Zeichen des Drachen (Kung Fu: The Legend Continues, Fernsehserie, Episode 1x16)
- 1993: Die Waffen des Gesetzes (Street Legal, Fernsehserie, Episode 8x07)
- 1993–1997: Amanda und Betsy (Ready or Not, Fernsehserie, 65 Episoden)
- 1994: Das Mädchen aus der Stadt (Road to Avonlea, Fernsehserie, Episode 5x07)
- 1996: The Boys Next Door (Fernsehfilm)
- 1996: Twisters – Die Nacht der Wirbelstürme (Night of the Twisters, Fernsehfilm)
- 1996: Vergewaltigt…! – Die Angst des Opfers (Sins of Silence, Fernsehfilm)
- 1997: Platinum (Fernsehfilm)
- 1999: Seasons of Love (Fernsehfilm)
- 2000–2005: Andromeda (Fernsehserie, 109 Episoden)
- 2001: Soul Food (Fernsehserie, Episode 2x08)
- 2007: Robson Arms (Fernsehserie, 4 Episoden)
- 2010: Supernatural (Fernsehserie, Episode 6x06)
- 2010: Gunless
- 2011: 50/50 – Freunde fürs (Über)Leben (50/50)
- 2011: Once Upon a Time – Es war einmal … (Once Upon a Time, Fernsehserie, Episode 1x05)
- 2012: Random Acts of Romance
- 2014–2016: Janette Oke: Die Coal Valley Saga (When Calls the Heart, Fernsehserie, 7 Episoden)
- 2014: Arctic Air (Fernsehserie, Episode 3x06)
- 2018: Winter’s Dream (Fernsehfilm)
- 2020: A Christmas Tree Grows in Colorado (Fernsehfilm)
- 2023: Blessings of Christmas

## Auszeichnungen
- Gemini Award
  - Gewonnen – Beste Schauspielerin in einer Kinder- oder Jugendserie – Amanda und Betsy (1995)
  - Nominiert – Beste Schauspielerin in einer Kinder- oder Jugendserie – Amanda und Betsy (1996)
  - Gewonnen – Beste Schauspielerin in einer Kinder- oder Jugendserie – Amanda und Betsy (1998)
  - Nominiert – Beste Hauptdarstellerin in einer Drama- oder Miniserie – Platinum (1998)

- Leo Award
  - Nominiert – Beste Nebendarstellerin in einer Dramaserie – Andromeda (2003)